# 누르나닝시
누르나닝시(인도네시아어: Nurnaningsih, 1925년 12월 5일 ~ 2004년 3월 21일)는 인도네시아의 배우이다. 인도네시아 최초의 섹스 심벌로 알려진 배우이기도 하다.

## 생애
누르나닝시는 1925년 12월 5일에 네덜란드령 동인도(현재의 인도네시아) 수라바야에서 태어났으며 고등학교 1학년 시절에 학교를 중퇴했다. 누르나닝시는 1953년에 우스마르 이스마일 감독의 코미디 영화 《위기》(Krisis)를 통해 영화계에 데뷔했다. 이 영화는 1937년에 개봉된 영화 《보름달》(Terang Boelan) 이후에 인도네시아에서 가장 성공적인 영화였다.
누르나닝시는 1954년에 D. 자자쿠수마 감독의 드라마 영화 《참파에서 온 호랑이》(Harimau Tjampa)에서 반나체로 출연했는데 인도네시아 출신 배우로는 처음으로 이 역할을 맡았다. 이 사건은 인도네시아의 예술가들과 검열 위원회 사이의 분쟁 기간 동안에 일어났다. 누르나닝시는 나중에 언론에서 "저는 예술을 망치고 있지 않습니다. 저는 인도네시아에서 아직도 남아 있는 오래된 예술관을 깨고 있습니다."(인도네시아어: Saya tidak akan memerosotkan kesenian, melainkan hendak melenyapkan pandangan-pandangan kolot yang masih terdapat dalam kesenian Indonesia.)라고 말했다. 누르낭니시는 그 해 말에 개봉된 영화인 《노란 클렌팅》(Klenting Kuning)에 출연했다.
1954년 중반에는 자카르타에서 무명의 사진 작가에 의해 누르나닝시의 누드 사진이 유포되기 시작했다. 이는 누르나닝시가 10월 초반에 자카르타 경찰에 의해 조사를 받기 위해 끌려가는 결과를 낳았고 인도네시아 검찰도 이 사건에 관심을 표명했다. 인도네시아의 대중들은 동양의 가치에 반하는 것으로 간주되는 사진에 격분했고 동칼리만탄주에서는 한동안 누르나닝시가 출연한 영화 상영을 거부했다. 누르나닝시는 1955년에 개봉된 영화 《동물원》(Kebun Binatang)에 출연했다.
누르나닝시는 12년 동안 인도네시아 전국을 떠돌아다니면서 여러 가지 직업을 병행했다. 스케치 미술가, 연극 배우, 영어 교사, 재봉사, 가수로 활동했고 6년 동안 축구 골키퍼로도 활동했다. 1968년에는 영화 《자카르타, 홍콩, 마카오》(Djakarta, Hongkong, Macao)에 출연하면서 잠시나마 영화계에 복귀했다. 1972년에는 영화 《내가 기다리는 천 가지 약속》(Seribu Janji Kumenanti)의 헤드라인을 장식했다. 누르나닝시는 1980년대에도 계속해서 배우로 출연했다.

## 출연 작품
- 《위기》 (Krisis, 1953년)
- 《참파에서 온 호랑이》 (Harimau Tjampa, 1954년)
- 《노란 클렌팅》 (Klenting Kuning, 1954년)
- 《동물원》 (Kebun Binatang, 1955년)
- 《자카르타, 홍콩, 마카오》 (Djakarta, Hongkong, Macao, 1968년)
- 《야생의 인간》 (Orang Orang Liar, 1969년)
- 《진흙에서 숨쉬기》 (Bernafas Dalam Lumpur, 1970년)
- 《끝없는 슬픔》 (Derita Tiada Achir, 1971년)
- 《삼티다르》 (Samtidar, 1972년)
- 《내가 기다리는 천 가지 약속》 (Seribu Janji Kumenanti, 1972년)
- 《플라스틱 꽃들》 (Kembang-Kembang Plastik, 1977년)
- 《바보 같은 영웅의 도넛》 (Donat Pahlawan Pandir, 1978년)
- 《어두운 그림자》 (Bayang-Bayang Kelabu, 1979년)
- 《자카르타의 어두움》 (Remang-Remang Jakarta, 1981년)
- 《한 수로의 밤》 (Malam Satu Suro, 1988년)